# Botok
Botok, em língua indonésia generalizada, “botok-botok” em Johor, Malásia, ou “bothok” em Java, é um prato típico daquela região que consiste num guisado com base em coco ralado, feito no vapor dentro de folhas de bananeira. O ingrediente principal pode ser peixe ou carne (ou mesmo larvas de abelha) acompanhadas por vários temperos, entre os quais muitos tipos de vegetais verdes, como as folhas de Gnetum, de louro e “petai cina”, vagens jovens de Leucaena leucocephala; para além de sumo de tamarindo, alguns temperos são típicos da região, como “terasi” (pasta de camarão) e “tempeh” (pasta de soja fermentada com Rhizopus oligosporus).  